# مراد آکچا
مراد آکچا (انگلیسی: Murat Akça؛ زادهٔ ۱۳ ژوئیهٔ ۱۹۹۰) بازیکن فوتبال اهل ترکیه است.
از باشگاه‌هایی که در آن بازی کرده‌است می‌توان به باشگاه فوتبال گالاتاسرای، باشگاه فوتبال دنیزلی اسپور، باشگاه ورزشی آدانا دمیرسپور، باشگاه فوتبال کاردمیر قره‌بوک‌اسپور، و باشگاه فوتبال سیواس‌اسپور اشاره کرد.
وی همچنین در تیم‌های ملی فوتبال جوانان ترکیه، جوانان ترکیه، Turkey national under-17 football team، جوانان ترکیه، Turkey national under-19 football team، و زیر ۲۱ سال ترکیه بازی کرده‌است.